# Italië op het Eurovisiesongfestival 1957
Italië deed mee aan het Eurovisiesongfestival 1957. Het was de tweede deelname van het land.

## Festival van San Remo 1957
De Italiaanse openbare omroep RAI koos een artiest via het Festival van San Remo. Nunzio Gallo was de gelukkige, hij mocht met het lied Corde della mia chitarra Italië vertegenwoordigen op het tweede Eurovisiesongfestival in Frankfurt, Duitsland.

## In Frankfurt
Italië trad als vierde aan, na het Verenigd Koninkrijk en voor Oostenrijk. Het land ontving in totaal zeven punten, goed voor een zesde plaats.
België · Denemarken · Duitsland · Frankrijk · Italië · Luxemburg · Nederland · Oostenrijk · Verenigd Koninkrijk · Zwitserland
1956 · 1957 · 1958 · 1959 · 1960 · 1961 · 1962 · 1963 · 1964 · 1965 · 1966 · 1967 · 1968 · 1969 · 1970 · 1971 · 1972 · 1973 · 1974 · 1975 · 1976 · 1977 · 1978 · 1979 · 1980 · 1981-1982 · 1983 · 1984 · 1985 · 1986 · 1987 · 1988 · 1989 · 1990 · 1991 · 1992 · 1993 · 1994-1996 · 1997 · 1998-2010 · 2011 · 2012 · 2013 · 2014 · 2015 · 2016 · 2017 · 2018 · 2019 · 2020 · 2021 · 2022 · 2023 · 2024 · 2025